# Phil Cornwell
Philip „Phil“ Cornwell (* 5. Oktober 1957 in Leigh-on-Sea, Essex) ist ein britischer Schauspieler, Comedian und Synchronsprecher.

## Karriere
Seine erste Rolle hatte Cornwell 1980 in einer Folge der BBC-Fernsehserie Something Else. Über die Jahre konnte er sich vorwiegend als Fernsehschauspieler im Vereinigten Königreich etablieren und hatte regelmäßig Auftritte als Gastdarsteller in vereinzelten Episoden diverser Fernsehproduktionen von BBC, ITV oder Channel 4. Größere Parts hatte er unter anderem als Teil des Hauptensembles der Radio- und Fernsehshow Dead Ringers sowie mit der Titelrolle des King Stupid in der Sketch-Show Stupid!, wo er ab der zweiten Staffel Marcus Brigstocke ersetzte, der diesen Charakter zuvor in der ersten Staffel verkörpert hatte.
Weitere Bekanntheit erlangte Cornwell auch als Synchronsprecher: so lieh er der Figur Gilbert the Alien von 1987 bis 1988 in rund 80 Episoden der Kinderserie Get Fresh seine Stimme. Von 2005 bis 2006 vertonte er in der Zeichentrickserie Arthur, der Chaoskönig mit Sir Lancelot und Robin Hood gleich zwei Charaktere. In den Direct-to-Video-Veröffentlichungen der virtuellen Band Gorillaz, sprach Cornwell außerdem Murdoc Niccals, den Bassisten der Gruppe, ein.

## Filmografie (Auswahl)
- 1980 Something Else (Fernsehserie, 1 Folge)
- 1986–1996: Spitting Image (Fernsehserie, 19 Folgen – Stimme)
- 1987: The Corner House (Fernsehserie, 2 Folgen)
- 1987–1988: Get Fresh (Fernsehserie, 80 Folgen – Stimme)
- 1988: On the Waterfront (Fernsehserie, 1 Folge)
- Frank Sidebottom's Fantastic Shed Show (Fernsehserie, 1 Folge)
- 1992–2012: The Comic Strip Presents... (Fernsehserie, 1 Folge)
- 1994–2002: The Bill (Fernsehserie, 9 Folgen)
- Lovejoy (Fernsehserie, 1 Folge)
- 1996: Only Fools And Horses (Fernsehserie, 1 Folge)
- 1997–2002 I'm Alan Partridge
- 2000: Blood
- 2001: The Italian Job (Videospiel – Stimme)
- 2001: Large
- 2002: Phase One: Celebrity Take Down (Direct-to-Video-Film – Stimme)
- 2004: Churchill: The Hollywood Years
- 2004: Stella Street: The Movie
- 2005: Twisted Tales (Fernsehserie, 1 Folge)
- 2005–2006: Arthur, der Chaoskönig (King Arthur's Disasters, Fernsehserie, 26 Folgen – Stimme)
- 2006: Phase Two: Slowboat to Hades (Direct-to-Video-Film – Stimme)
- 2007: Hauptsache verliebt (I Could Never Be Your Woman)
- 2007: Lady Godiva: Back in the Saddle
- 2008: Doctor Who (Fernsehserie, 1 Folge)
- 2010: We Want Sex (Made in Daggenham)
- 2012: Mrs Biggs (Miniserie)
- 2013: Alan Partridge: Alpha Papa
- 2014: Not Going Out (Fernsehserie, 1 Folge)
- 2014: Inspector Barnaby (Midsomer Murders, Fernsehserie, 1 Folge)
- 2015: Holby City (Fernsehserie, 1 Folge)
- 2016: Jericho (Fernsehserie)
- 2018: Damned (Fernsehserie, 1 Folge)
- 2022: Man Vs Bee (Miniserie)
- 2022: Mrs. Brown's Boys (Fernsehserie, 2 Folgen)
- 2022: Call the Midwife – Ruf des Lebens (Call the Midwife, Fernsehserie, 1 Episode)
- 2023: Vera – Ein ganz spezieller Fall (Vera, Fernsehserie, 1 Folge)
- 2023: Napoleon